# FK Akademija Pandev
Maillots
Actualités
Le Fudbalski Klub Akademija Pandev (en macédonien : фудбалски клуб Академија Пандев), plus couramment abrégé en Akademija Pandev, est un club macédonien de football fondé en 2010 et basé dans la ville de Strumica.
Le club porte le nom de son propriétaire Goran Pandev qui est un footballeur international macédonien.

## Historique
Le club est fondé en 2010 en tant qu'académie pour les jeunes joueurs par Goran Pandev.
En 2014-2015, le club décide de construire une équipe sénior, qui démarre en quatrième division.
En 2017, le FK Akademija Pandev accède pour la première fois en première division macédonienne.

## Bilan sportif

### Palmarès
| Compétitions nationales |
| --- |
| - Championnat de Macédoine du Nord (0) : - Vice-champion : 2021-22. - Coupe de Macédoine du Nord (1) : - Vainqueur : 2018-19. - Finaliste : 2020-21. - Championnat de Macédoine D2 (1) : - Champion : 2016-17. |

### Bilan européen
Légende
- Victoire ou qualification pour le tour suivant
- Match nul
- Défaite ou élimination de la compétition

Note : dans les résultats ci-dessous, le score du club est toujours donné en premier
| Saison    | Compétition             | Tour           | Club            | Domicile | Extérieur | Total |
| --------- | ----------------------- | -------------- | --------------- | -------- | --------- | ----- |
| 2019-2020 | Ligue Europa            | Premier tour Q | Zrinjski Mostar | 0 - 3    | 0 - 3     | 0 - 6 |
| 2022-2023 | Ligue Europa Conférence | Premier tour Q | Lechia Gdańsk   | 1 - 2    | 1 - 4     | 2 - 6 |

## Personnalités du club

### Présidents du club
- Ilija Matenicharov

### Entraîneurs du club
- Panče Stojanov
- Jugoslav Trencovski
- Aleksandar Tanevski